# Menella lenzii
Menella lenzii is een zachte koraalsoort uit de familie Plexauridae. De koraalsoort komt uit het geslacht Menella. Menella lenzii werd in 1895 voor het eerst wetenschappelijk beschreven door Studer. 